# Simone Venier
Simone Venier (ur. 26 sierpnia 1984 w Latinie) – włoski wioślarz, srebrny medalista w wioślarskiej czwórce podwójnej podczas Letnich Igrzysk Olimpijskich w Pekinie.

## Osiągnięcia
- Igrzyska Olimpijskie – Ateny 2004 – czwórka podwójna – 10. miejsce[1][2].
- Mistrzostwa Świata – Eton 2006 – czwórka podwójna – 4. miejsce[1][2].
- Mistrzostwa Świata – Monachium 2007 – dwójka podwójna – 18. miejsce[1][2].
- Mistrzostwa Europy – Poznań 2007 – czwórka podwójna – 2. miejsce[2].
- Igrzyska Olimpijskie – Pekin 2008 – czwórka podwójna – 2. miejsce[1][2].
- Mistrzostwa Europy – Brześć 2009 – czwórka podwójna – 7. miejsce[2].
- Mistrzostwa Europy – Montemor-o-Velho 2010 – czwórka podwójna – 6. miejsce[2].